# Kurzohr-Felskänguru
Das Kurzohr-Felskänguru (Petrogale brachyotis) ist eine Beuteltierart aus der Familie der Kängurus (Macropodidae).

## Merkmale
Kurzohr-Felskängurus erreichen eine Gesamtlänge von 83 bis 107 Zentimetern, wovon knapp die Hälfte auf den Schwanz entfallen, und ein Gewicht von 4 bis 5 Kilogramm. Die Färbung ihres Felles ist variabel, im Westen des Verbreitungsgebietes ist es eher hellgrau, im Osten dunkelgrau oder bräunlich, manchmal mit weißlichen Streifen. Der Schwanz endet in einer buschigen Quaste, namensgebendes Merkmal sind die verglichen mit anderen Felskängurus kurzen Ohren. Die langen und kräftigen Hinterbeine sind mit Ballen ausgestattet, die für Halt im felsigen Terrain sorgen.

## Verbreitung und Lebensweise

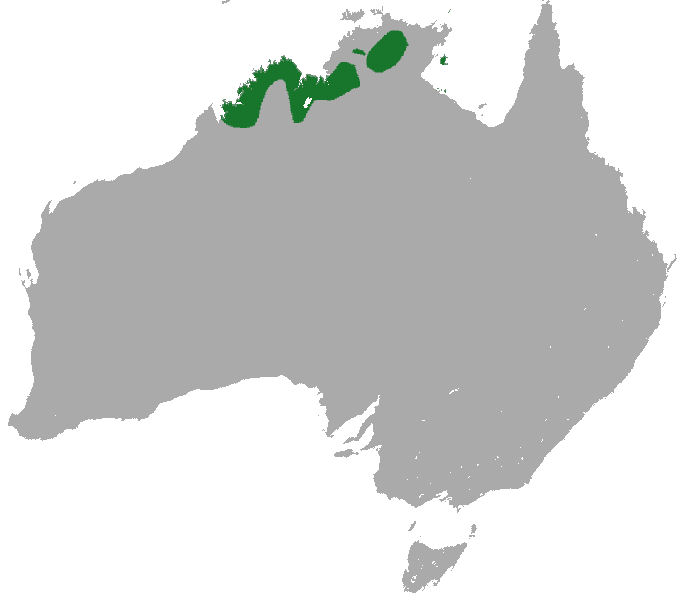
Verbreitungsgebiet des Kurzohr-Felskängurus

Diese Kängurus sind im nördlichen Australien beheimatet, ihr Verbreitungsgebiet umfasst sowohl die Kimberley-Region im nördlichen Western Australia als auch den Norden des Northern Territory samt vorgelagerter Inseln wie Groote Eylandt. Ihr Lebensraum sind Felsregionen, häufig in der Nähe von Savannen oder Wäldern.
Sie sind nachtaktiv, tagsüber schlafen sie in Felsspalten oder Höhlen, manchmal sind sie allerdings beim Sonnenbaden zu beobachten. In der Nacht begeben sie sich auf Nahrungssuche, dabei nehmen sie vorwiegend Gräser zu sich.
Über die Fortpflanzung ist wenig bekannt. Vermutlich kommt nach einer rund 30-tägigen Tragzeit ein einzelnes Jungtier zur Welt, das seine ersten sechs bis sieben Lebensmonate im Beutel der Mutter verbringt.

## Gefährdung
Kurzohr-Felskängurus sind gebietsweise relativ häufig, in anderen Regionen, etwa dem südlichen Teil ihres Verbreitungsgebietes im Northern Territory, verschwunden. Insgesamt ist die Art laut IUCN nicht gefährdet.
In Europa werden diese Kängurus nicht mehr gepflegt, ehemalige Halter sind die Zoos von London, Frankfurt und Hannover.